# Aeschynanthus dasycalyx
Aeschynanthus dasycalyx là một loài thực vật có hoa trong họ Tai voi. Loài này được Hallier f. mô tả khoa học đầu tiên năm 1896.